# Gaio Porcio Catone

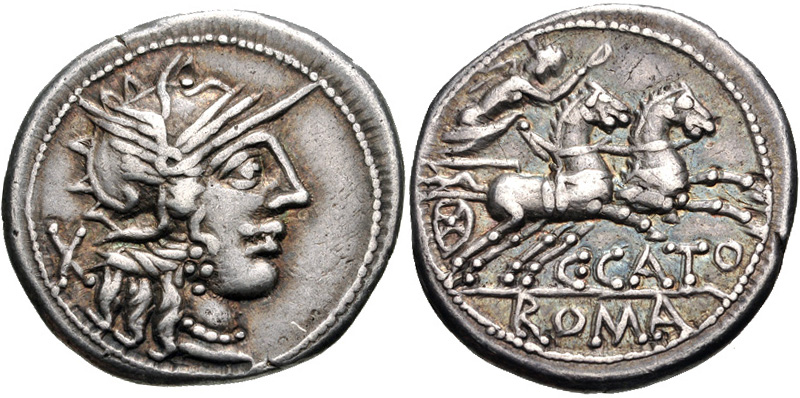
Denario romano del 123 a.C. riportante l'iscrizione C· CATO

Gaio Porcio Catone (in latino Gaius Porcius Cato; fl. II secolo a.C.) è stato un politico romano del II secolo a.C.

## Biografia
Era il secondo figlio di Marco Porcio Catone Liciniano ed Emilia Terzia, e quindi nipote di Marco Porcio Catone.
Fu console nel 114 a.C. insieme a Manio Acilio Balbo. Nel 113 a.C. fu proconsole della Macedonia. Qui combatté contro gli Scordisci da cui fu pesantemente sconfitto in una battaglia sulle montagne da cui scampò a fatica.
Rientrato a Roma fu accusato di aver perpetrato delle estorsioni in Macedonia come compenso agli scarsi bottini di guerra conquistati, per questo fu condannato a pagare una multa. 
In seguito sembra abbia servito come legato nella guerra contro Giugurta in Africa. Anche qui non ebbe grandi successi e fu sconfitto più volte da Giugurta, al punto che si diffuse la voce che fosse stato corrotto dal re numida. Temendo di essere nuovamente condannato, nel 110 a.C. andò in esilio volontario in Spagna dove divenne cittadino della città di Tarraco.